# Овруцький парк
Овруцький — парк-пам'ятка садово-паркового мистецтва місцевого значення. Об'єкт розташований на території Овруцького району Житомирської області.
Площа — 1,2 га, статус отриманий у 1964 році.